# كفر فرسيس (القليوبية)
كفر فرسيس إحدى قرى مركز بنها التابع لمحافظة القليوبية بجمهورية مصر العربية.

## التاريخ
قرية كفر فرسيس من القرى الحديثة، حيث فُصلت عن زمام قرية فرسيس سنة 1228 هـ/1813م. كانت القرية تتبع مركز طوخ وبعد تأسيس مركز بنها سنة 1913م، ضمُت القرية إليه.

## السكان
بلغ عدد سكان كفر فرسيس 4,040 نسمة، حسب الإحصاء الرسمي لعام 2006.